# Kottonmouth Kings

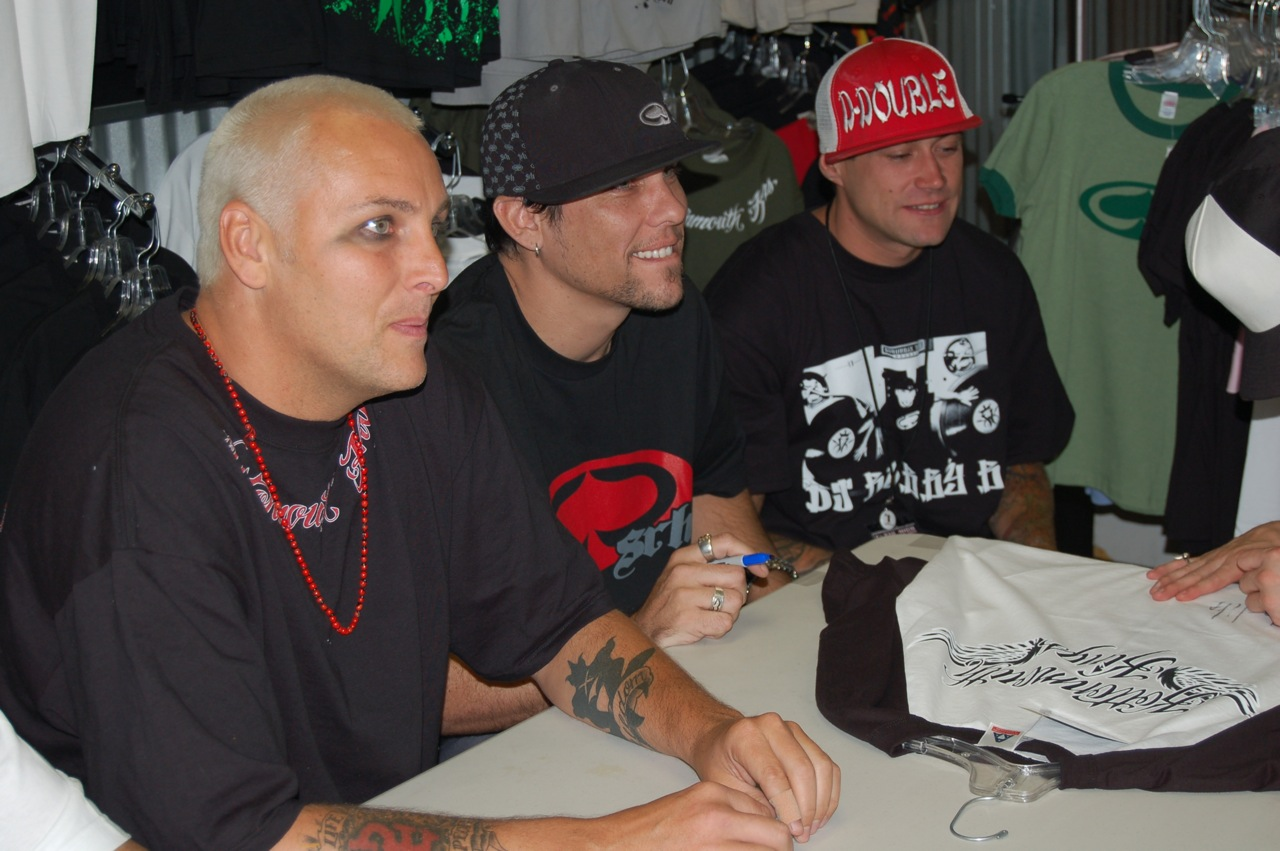
Kottonmouth Kings, 2006

Die Kottonmouth Kings sind eine US-amerikanische Hip-Hop-Band aus der Nähe von Los Angeles.

## Karriere
Gegründet wurden die Kottonmouth Kings 1994 im kalifornischen Orange County. Ihren ersten Erfolg hatten sie drei Jahre später mit dem Titel Suburban Life, der zum Soundtrack des Films Scream 2 gehörte und ein Radiohit wurde.
Im Jahr darauf folgte ihre erste EP und kurz danach das Debütalbum Royal Highness und 1999 Hidden Stash. Mit ihrer dritten Albumveröffentlichung High Society schafften sie es ein Jahr später erstmals in die Billboard 200. Seitdem folgten fast im Jahrestakt weitere Alben, die es immer wieder in die US-Charts schafften.
Mit ihrem elften Studioalbum, Long Live the Kings, schafften sie 2010 mit Platz 3 in den Rap-, Platz 6 in den Rock- und Platz 26 in den offiziellen Albumcharts ihre bislang beste Hitparadennotierung.
Die Mitglieder D-Loc (Dustin Miller) und Johnny Richter (Timothy McNutt) gründeten 2002 das Rap-Duo Kingspade.

## Bandmitglieder
- Daddy X (Brad Xavier) (bis 2018)
- D-Loc (Dustin Miller)
- Johnny Richter (Timothy McNutt)
- DJ Bobby B (Robert Adams) (bis 2015)
- The Dirtball (bis 2018)
- Lou Dog (bis 2015)
- Pakelika (bis 2010)
- Taxman (bis 2013)
- Boxlocs (Jeremy Eastwood)
- Saint Dog (Steven Thronson)

## Diskografie
Alben
- Royal Highness (1998)
- Hidden Stash (1999)
- High Society (2000)
- Hidden Stash II: The Kream of the Krop (2001)
- Rollin’ Stoned (2002)
- Classic Hits Live (2003)
- Fire It Up (2004)
- Kottonmouth Kings (2005)
- Joint Venture (2005)
- Koast II Koast (2006)
- Hidden Stash III (2006)
- Cloud Nine (2007)
- Greatest Highs (2008)
- The Green Album (2008)
- Stashbox EP (2009)
- The Kottonmouth Experience (2009)
- Long Live the Kings (2010)
- Legalize It! EP (2011)
- Sunrise Sessions (2011)
- Mile High (2012)
- Krown Power (2015)
- Kingdom Come (2018)